# Eva Arguiñano
Eva María Arguiñano Urkiola (Beasáin, 4 de abril de 1960) es una cocinera y presentadora española de televisión. 
Su especialidad son los postres, siendo jefa de repostería del restaurante de su hermano, Karlos Arguiñano, en Zarauz.

## Biografía
Ella comenzó a trabajar en la cocina con 16 años, como ayudante de repostería, junto con su hermano. Tras estudiar varios cursos de perfeccionamiento de cocina, logró mejorar su técnica, centrándose en la repostería, y posteriormente pasó a ser jefa de repostería del restaurante abierto por su hermano.
Debutó en televisión en 1991 en el programa de TVE La cocina de cada día, que presentaba su hermano, encargándose de las recetas relacionadas con postres, y se mantuvo en las siguientes temporadas del programa. En 1998 coincidiendo con una estancia temporal de su hermano en Argentina, participó en el programa de Telecinco La cocina con fundamento y seguidamente coincidió de nuevo con Karlos en el programa Karlos Arguiñano en tu cocina, de Canal Trece del país andino.
En 2006 logró su propio programa en la cadena de televisión La Sexta, presentando Hoy cocinas tú, un programa en el que ella mostraba a una persona cómo elaborar un menú que posteriormente deberá realizar correctamente para sus invitados. Eva se mantuvo al frente del espacio  hasta 2009. También presentó en la misma cadena el programa Las tentaciones de Eva (2007).
Durante los años 2009 y 2010 ha realizado varios programas especiales para el canal de televisión Hogarutil, como Navidades con Eva y Enrique (junto a Enrique Fleischmann) o Desayunos y meriendas de Eva Arguiñano. Entre 2011 y 2013 presentó un reality culinario llamado Cocina con sentimiento en Nova.
El 18 de abril de 2013, la repostera ingresó de urgencia en la unidad de cuidados intensivos del Hospital Donostia de San Sebastián, tras sufrir un infarto de miocardio. Una semana después fue trasladada a la Policlínica de la misma ciudad, donde fue operada del corazón y evolucionó favorablemente.
En noviembre de 2023, RTVE confirmó su fichaje como jurado de la segunda edición de Bake Off: Famosos al horno junto a Paco Roncero y Damián Betular, presentado por Paula Vázquez.